# هارب

غالبًا ما يتم عرض معلومات عن الهاربين في وسائل الإعلام من أجل القبض عليهم، كما هو الحال في البرنامج التلفزيوني (America's Most Wanted).

الهارب أو الآبق (بالإنجليزية: fugitive)‏ هو الشخص الفار سواء من الحجز القضائي، أو العبودية، أو اعتقال الحكومة، أو الاستجواب، أو العنف المدني. والهارب من العدالة، يطلق عليه المطلوب وتستخدم منظمة الشرطة الجنائية الدولية لفظي الهارب والمطلوب مترادفين.

## وصلات خارجية
- AMW.com
- Fugitives wanted by FBI
- Interpol Wanted List - Recent
- Fugitives wanted by US Marshals